# La Vierge à l'Enfant et huit anges
La Vierge à l'Enfant et huit anges est un tableau réalisé vers 1480 par le peintre florentin Sandro Botticelli. Cette huile sur bois de peuplier est un tondo de 136,5 centimètres de diamètre qui représente une Vierge à l'Enfant entourée de huit anges tenant des lys, les quatre de droite, à sa gauche, chantant en regardant un livre. Aussi connue sous le nom de « tondo Raczyński », l'œuvre est conservée à la Gemäldegalerie de Berlin, en Allemagne.

## Anecdote
Les quatre anges représentés à droite du tableau ont été repris par le groupe Phoenix sur la pochette de leur septième album Alpha Zulu. Seul le livre qu'ils tiennent dans leurs mains a été modifié sur la pochette, en étant remplacé par un livre digital de couleur rose et bleue, sûrement de manière à créer un décor plus moderne correspondant à l'époque du groupe.